# Antonio Benci (letterato)
Antonio Benci (Santa Luce, 30 marzo 1783 – Livorno, 25 gennaio 1843) è stato uno scrittore, traduttore, storico ed editore italiano.

## Biografia
Nato nel 1783 a Santa Luce, compì i primi studi nella vicina Pisa dove s'iscrisse, senza giungere alla laurea, alla locale facoltà di giurisprudenza. Nel periodo universitario, frequentò pure i corsi di astronomia, matematica, logica e metafisica.
Ancora giovane, dilapidò il patrimonio che gli proveniva dalla floride condizioni economiche della famiglia di origine, fino a vedersi a costretto a cercare un'occupazione. Diede lezioni private, fu precettore, segretario e copista. Dal 1811 al 1821, a Napoli, ebbe l'incarico dal duca Caracciolo di San Teodoro, di provvedere all'educazione del figlio. Il soggiorno napoletano gli consentì, inoltre, di frequentare la società colta della città partenopea e migliorare la sua stessa preparazione culturale. Dal 1823 viaggiò molto: fu in Svizzera, Germania, Belgio, Francia, conoscendo e stringendo relazioni con importanti intellettuali europei quali il pedagogista svizzero Pestalozzi, il presbitero e politico francese l'abate Grégoire, lo scrittore Stendhal.
Nel 1821 era sorta a Firenze, per iniziativa di Giovan Pietro Vieusseux e di Gino Capponi, la rivista mensile Antologia, destinata ad avere un ruolo importante tra gli intellettuali italiani del periodo. Benci, che già aveva collaborato con un periodico fiorentino, iniziò a scrivere lettere e articoli di vario genere per la nuova rivista: letterari, pedagogici, storici e di arte.
Le conseguenze in Toscana dei moti del 1830-1831, che nati in Francia si erano poi diffusi in altri paesi europei e negli stati italiani, colpirono anche gli intellettuali che collaboravano con l'Antologia e Benci fu costretto nel 1831 ad andare in esilio a Bastia in Corsica. Trasferitosi nel 1834 a Marsiglia, poté poi tornare in Italia e stabilirsi definitivamente a Livorno, ove, sino alla morte nel 1843, continuò ad occuparsi di letteratura.
Buon conoscitore della lingua e della letteratura tedesca, tradusse in italiano, oltre ad alcuni articoli, principalmente la Storia della guerra de' Trent'anni di Schiller, pubblicata a Firenze nel 1822. 
Oltre al Trattato dei numeri (1814) e alla Guida ai santuari del Casentino (1834), Benci, che pur ricevette qualche apprezzamento da Francesco Domenico Guerrazzi che lo giudicò «scrittore forbitissimo della patria favella», e da Niccolò Tommaseo che lo definì «critico onesto», scrisse anche qualche romanzo di scarsa rilevanza, e alcuni drammi, mai stampati, che andarono in scena con modesto successo negli anni 1827-29 e i cui manoscritti sono conservati nella Biblioteca Nazionale di Firenze. La Biblioteca Marucelliana conserva scritti autobiografici del periodo 1783-1811.
Recentemente è stato pubblicato il suo romanzo Piero d'Orezza, ambientato durante la lotta per l'indipendenza della Corsica guidata da Pasquale Paoli. Il romanzo, composto tra il 1831 e il 1843, è chiaramente da leggere in chiave risorgimentale e romantica (anche se l'autore si considerava più un classicista). 
La sua idea di unità italiana era ispirata al Mazzini e guardava al modello Svizzero.
Fu amico di Alessandro Manzoni, Giuseppe Mazzini, Johann Wolfgang von Goethe e molti altri uomini illustri europei e d'Italia.

## Opere pubblicate
- Elogio di Lorenzo Pignotti scritto da Antonio Benci, stampato dopo il 1812.
- Trattato de numeri o Corso elementare d'aritmetica e d'algebra, 2 voll., Napoli, Tipografia di Angelo Trani, 1814.
- Lettere di Antonio Benci intorno alle cose notabili del Casentino e della valle Tiberina..., Firenze, Tipografia di Luigi Pezzati, 1821.
- Lettere di Antonio Benci a Pietro Vieusseux relative al suo viaggio nella Svizzera e lungo le rive del Reno, 1823-24.
- Intorno al libro delle Dicerie, a' volgarizzamenti della storia di Troia, articolo estratto dall'Antologia, fascicolo n. 54, 1825.
- Lettere di Antonio Benci al suo amico Enrico Mayer, 1826.
- Storia Fiorentina di Ricordano Malispini dall'edificazione di Firenze fino al 1282, 3 voll., Livorno, Tipografia di Glauco Masi, 1830.
- Guida ai santuari del Casentino ed ai luoghi principali della Valle tiberina toscana..., Firenze, Tipografia L. Pezzati, 1834.
- Piero d'Orezza, a cura di Giancarlo Bertoncini, Lecce, Manni editore, 2006. ISBN 88-8176-752-X

## Citazioni
«Ivi [in Svizzera] si può dir veramente che il vincolo sociale è stretto tra gli uomini dell'industria, mantenuto dalla morale, e riaffermato dalle leggi», citazione da Antonio Benci, Intorno all'educazione italiana per rispetto al popolo», articolo pubblicato sull'Antologia.